# .224 Valkyrie
.224英寸口径“女武神”弹（英語：224 Valkyrie cartridge）是一款短枪机中央底火瓶颈式无缘中间威力步枪子弹，由总部位于美国明尼苏达州阿诺卡市的联邦高级弹药公司（Federal Premium Ammunition）研发用来在现代运动步枪（modern sporting rifle，简称MSR）上与.22 Nosler竞争。

## 研发
.224“女武神”弹是联邦高级弹药公司将其颇受好评的6.8mm Remington SPC弹的弹壳缩颈研制成的，主要来迎合使用.224英寸（5.7）口径弹头。这么做主要是为了满足各种“小型”现代运动步枪对长距离射击的需求，因为在此之前以AR-15设计为基础的小口径半自动步枪只能使用与.223 Rem/5.56mm NATO长短尺寸相近的弹药，难以保证长距离外弹道性能。射程达到1,000碼（910）以外距离的比赛通常使用.308 Win和6.5 CM这类相对大些的口径，因此长时间以来都需要基于AR-10设计的“大型”现代运动步枪。

## 应用
- 狩猎中型猎物和剿杀害畜
- 长距离射击
- 射击竞赛，比如美国精确步枪系列比赛（Precision Rifle Series）中如果选手使用能在栓动步枪和半自动现代运动步枪中共享的同一口径弹药，就将比较有优势